# Repki (Sokołów)
Pour les articles homonymes, voir Repki.
Repki  [ˈrɛpki] est un village polonais de la gmina de Repki dans le powiat de Sokołów et dans la voïvodie de Mazovie, au centre-est de la Pologne.
Il est le siège administratif de la gmina de Repki
Il est situé à environ 10 kilomètres à l'est de Sokołów Podlaski et à 96 kilomètres à l'est de Varsovie.

Le village a ses origines à l'époque médiévale, la première trace écrite de sa présence datant de 1492.

Le statut de municipalité lui a été accordée en 1864.